# Alfabeto toto
Toto é uma escrita alfabética desenvolvido para a língua toto  pelo ancião da comunidade e autor Dhaniram Toto em 2015 e tem uso bem limitado, mas crescente, na literatura, educação e computação; uma proposta para codificar essa escrita pelo Comitê técnico Unicode em 8 de outubro de 2019, e atualmente aguarda a votação da ISO.  Antes da publicação dessa escrita, Dhaniram Toto e outros membros da comunidade (cuja taxa de alfabetização de acordo com a pesquisa de amostra realizada em 2003 era apenas 33,64 por cento) escreviam livros e poemas no alfabeto bengali.